# Compagnie d'automobiles Dōwa

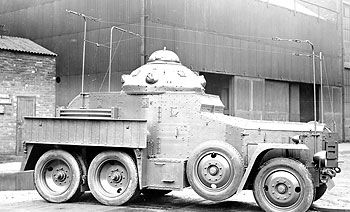
L'un des véhicules blindés Crossley sur lequel se basent les productions de la compagnie Dōwa.

La compagnie d'automobiles Dōwa (同和自動車工業株式会社, Dōwa Jidōsha Kōgyō kabushiki kaisha) est une manufacture d'automobiles, de camions, et d'automitrailleuses basée à Hsinking au Mandchoukouo.

## Histoire
Fondée le 26 mars 1934, Dōwa est une entreprise partagée à 50-50 entre la société des chemins de fer de Mandchourie du Sud et le gouvernement du Mandchoukouo. Après la Première Guerre mondiale, l'armée impériale japonaise se rend compte de la nécessité d'augmenter sa mécanisation, et l'armée du Guandong commence à importer des véhicules étrangers. Après la formation de l'empire du Mandchoukouo, la politique économique d'autosuffisance en industries lourdes de l'armée du Guandong amène le besoin d'automobiles et de camions construits localement. Dōwa débute avec l'aide de la Tokyo Jidosha Kogyo (entreprise précurseur d'Isuzu) à produire des véhicules à partir de pièces détachées étant donné que l'infrastructure des sous-traitants s'est progressivement améliorée pour permettre s'intégrer toujours plus de composants d'origine locale. La production des débuts est estimée à 5 000 véhicules par an dont beaucoup sont copiés sur le modèle des véhicules Crossley (en).
Dōwa est absorbée en 1940 par la nouvelle Compagnie de production automobile de Mandchourie (満州自動車製造株式会社, Manshū Jidōsha Seizō Kabushiki Kaisha), filiale de la  compagnie du développement industriel de Mandchourie.